# Guillaume Couillard
Pour les articles homonymes, voir Couillard.
Guillaume Couillard, sieur de L'Espinay (vers 11 octobre 1588 à Saint-Servan en France - 4 mars 1663 à Québec), fut le premier colon français de Nouvelle-France anobli par le roi Louis XIV.

## Biographie
Guillaume Couillard naquit le 11 octobre 1588 à Saint-Servan, aujourd'hui un quartier de Saint-Malo (Ille-et-Vilaine), Bretagne, France. Il y fut baptisé le même jour. Il est le fils de Guillaume Couillard et d'Élisabeth de Vésins, ou selon d'autres, d'André Couillard et Jehanne Basset.
Guillaume Couillard fut inhumé dans la chapelle de l'Hôtel-Dieu de Québec le 5 mars 1663.

### Le Nouveau Monde
Guillaume Couillard émigre en 1613 en Nouvelle-France, à 25 ans. Il est alors charpentier, matelot et calfat pour la Compagnie des Cent-Associés à Québec. En 1638, la Compagnie lui promet verbalement une terre d'une cinquantaine d'arpents le long de la rivière Saint-Charles, à l'embouchure du fleuve Saint-Laurent, à Québec. (Le titre écrit n'arrivera toutefois que trente ans plus tard, au nom de sa veuve).

### Mariage et vie de famille
Guillaume Couillard fut l'un des premiers habitants à s'établir officiellement dans la colonie.
Guillaume Couillard et Guillemette Hébert, fille de Louis Hébert et de son épouse Marie Rollet, prononcèrent leurs vœux de mariage le jeudi 26 août 1621 à l'église Notre-Dame de Québec en présence de Samuel de Champlain et d'Eustache Boullé, frère d'Hélène. Ce mariage est le premier indiqué sur les registres paroissiaux de Notre-Dame de Québec.
Il est le premier arrivant à avoir eu une postérité en Nouvelle-France; il aura dix enfants. Il succède à son beau-père dans ferme et devient un notable de la Nouvelle-France, étant par exemple marguillier de la paroisse de Québec. Il serait le premier à avoir utilisé le 27 avril 1627 une charrue sur le sol canadien ; la culture donnait de bons résultats, mais jusque-là très insuffisants pour la petite colonie. 
En 1628, Samuel de Champlain parle de lui avec éloges.

### Anoblissement et décès
Guillaume Couillard fut anobli en décembre 1654, sous l'administration du gouverneur de la Nouvelle-France Jean de Lauzon pour « ses belles actions dans le pays de Canada ». Cependant, ses lettres de noblesse furent révoquées, ce qui fit officiellement de Pierre Boucher de Boucherville le premier colon canadien à être anobli; premier également à être anobli directement par Louis XIV en France, en 1661. En 1668, les lettres de noblesse furent renouvelées en faveur de deux de ses fils, Louis Couillard de L'Espinay et Charles-Thomas Couillard des Islets et Beaumont, ainsi que de leur descendance.
À sa mort en 1666, il fut inhumé dans la chapelle de l'Hôtel-Dieu de Québec et une statue due à Alfred Laliberté le représente dans le parc public situé au-dessus du château Frontenac.
Son nom a été attribué à un canton du Québec en 1914, situé dans la région de Saguenay-Lac-Saint-Jean, à un ruisseau du Québec et à six lacs de cette province .

### Armoiries, blason et devise
Guillaume Couillard prit les armoiries suivantes : "D'azur, à la colombe au vol étendu et versé d'or tenant en son bec un rameau d'olivier de sinople" et comme devise: "Dieu aide au premier colon".

## La postérité de Guillaume Couillard et Marie-Guillemette Hébert
Guillaume Couillard est le beau-père de Charles Aubert de La Chesnaye et de Jean Nicolet.

### Louis Couillard de L'Espinay
Fils aîné de Guillaume Couillard et petit-fils de Louis Hébert, Louis nait le 18 mai 1629 à Québec. Il participe à la chasse aux phoques et la pêche à la morue. Le 28 avril 1653, il épouse Geneviève Després, fille de Nicolas Després (attaché à la noblesse française) et de Madeleine Leblanc. Il acquiert ainsi la seigneurie de la Rivière-du-Sud (Montmagny).
Anobli en 1668 par le roi Louis XIV, il meurt le 24 septembre 1678 à Montmagny. Il est l'ancêtre de la lignée Couillard-Després d'Amérique.
Parmi sa descendance, voici deux de ses fils:
- Jean-Baptiste Couillard de Lespinay, (2 mai 1657 à Québec - 8 mars 1735 à Québec)
- Louis Couillard de Lespinay, (28 novembre 1658 à Québec - 14 mai 1728 à Montmagny)

Paul Couillard-Dupuis est le fils du précédent ainsi que le petit-fils de Louis Couillard de L'Espinay. Il prend le surnom de Dupuis en souvenir de son oncle Paul Dupuis de Lislois, écuyer, enseigne, procureur du roi et seigneur de l'Ile-aux-Oies.

### Charles Couillard des Islets et de Beaumont
Plus jeune fils de Guillaume Couillard et petit-fils de Louis Hébert, Charles nait le 10 mai 1647 à Québec. Sieur des Islets, puis de Beaumont, il épouse, le 10 janvier 1668 à Québec, Marie Pasquier de Franclieu, fille de Pierre Pasquier de Franclieu - dont la noblesse est attestée, et de Marie Porta. Ils ont eu six enfants. 
Le 25 juin 1686 à Lauzon, il épouse en 2e noces Louise Couture, fille de Guillaume et d'Anne Émard. De cette union naîtront dix enfants.
Il avait été anobli en 1668 par le roi Louis XIV et avait reçu comme concession, en 1672, la seigneurie de Beaumont, qui restera dans la famille jusqu'au XIXe siècle.
Charles de Beaumont meurt le 8 mai 1715 à Beaumont.

## Postérité actuelle de l'union Couillard-Hébert
Plusieurs familles nord-américaines peuvent actuellement compter parmi leurs ancêtres un des membres de cette illustre famille noble de la Nouvelle-France. À noter Philippe Couillard de l'Espinay, né le 26 juin 1957 à Montréal au Québec, Premier ministre du Québec.
Voici une liste non exhaustive des familles issues de l'union Couillard-Hébert portant encore le patronyme Couillard:
- Couillard de Beaumont
- Couillard de L'Espinay
- Couillard des Islets
- Couillard-Després
- Couillard-Dupuis
- Couillard-Lislois
- Couillard

## Hommages
La rue Couillard a été nommée en son honneur en 1876 et le parc Couillard a été nommé en son honneur en 2010 dans la ville de Québec. 